# Заяс (община)
Заяс (на македонска литературна норма: Општина Зајас; на албански: Komuna e Zajazit) е община, разположена в западната част на Северна Македония със седалище едноименното голямо албанско село Заяс, съществувала от 1996 до 2013 година, когато е присъединена към община Кичево.
Общината обхваща 13 села в северната част на Кичевското поле по течението на Заяската река на площ от 161,08 km2. Населението на общината е 11 605 (2002), предимно албанци, с гъстота от 72,04 жители на km2. Последен кмет на община Заяс е Бесим Велиу, избран в 2009 година, сменяйки на поста Руфат Хусеини.

## Структура на населението
Според преброяването от 2002 година община Заяс има 11 605 жители.
| Етническа принадлежност | Процент |
| македонци               | 1,82%   |
| албанци                 | 97,44%  |
| турци                   | 0,00%   |
| роми                    | 0,00%   |
| власи                   | 0,00%   |
| сърби                   | 0,05%   |
| бошняци                 | 0,00%   |
| други                   | 0,69%   |